# Маттіас Йокумссон
Матті́ас Йо́кумссон (11 листопада 1835, Скоуґар — 18 грудня 1920, Акурейрі) — ісландський поет, журналіст, драматург та перекладач. Він є найбільш відомим за його ліричну поезію та за написання національного гімну Ісландії «Ловсьонґур» (Lofsöngur) у 1874 році.

## Біографія
Він народився в Скоуґар, Торскафйордур, будучи сином бідного селянина у великій родині. В Рейк'явіку він вивчав теологію у 30-річному віці перед тим, як він поїхав на континент в Європу, аби здобути освіту. Після того, як його ординували священником в центрі Рейк'явіка, він залишив своє священницьке становище у 1873 році через ментальний стрес, після того, як втратив свою другу дружину. Він пережив період релігійної боротьби в той час, коли він був редактором найстаршого тижневика Ісландії. Потім він знову стає священником і так він займав ці два становища до 1900 року, коли він, як перший ісландець, отримав зарплату поета від ісландського парламенту, яку він отримував протягом майже 20 років.
Збираючись стати бізнесменом, Маттіас виявив свій нахил до мов та літератури. Він здобув добру пошану за свій переклад Вільяма Шекспіра, Байрона та Генріка Ібсена. Хоча він став засновником сучасної ісландської драми з поетичною виставою «Útilegumennirnir» (Немирні) в 1864 році, він залишається найбільш відомим саме як поет. Його поезія характеризується як елегантна та витончена, але частково нерівна.
Маттіас помер в Акурейрі 18 грудня 1920 року в беззаперечній позиції, як національний поет Ісландії. Його будинок в Акюрейрі званий Сіґургайзір (Sigurhæðir), що був збудований в 1903 році, відновлено на його честь та відкрито для публіки. Його пам'ятна фундація діє як центр для наукових досліджень та для поетів у творчому процесі написання. В його фундації також читають лекції і проводять літературні вистави.